# Ferrocarril de Berks y Hants
El Ferrocarril de Berks y Hants (nombre original en inglés: Berks and Hants Railway) constaba de dos líneas ferroviarias construidas simultáneamente por el Great Western Railway (GWR) al sur y al oeste de Reading, en un intento de mantener al Ferrocarril de Londres y del Suroeste (LSWR) fuera del área que consideraba su territorio en Inglaterra.
Una de las líneas iba desde Reading hasta Hungerford y estaba completamente en el condado de Berkshire ("Berks"). Un posterior Ferrocarril de Extensión de Berks y Hants supuso continuar la línea de Hungerford hasta Devizes en Wiltshire. Desde 1906, un sector de esta ruta ha formado parte de la Línea de Reading a Taunton directa que utilizan los trenes hacia Devon y Cornualles. El término 'Línea de Berks y Hants' ha sido utilizado de manera intermitente por el personal ferroviario y por los pasajeros para denominar a toda la ruta desde Reading a Taunton, a pesar de que no entra en Hampshire y la mayor parte nunca fue construida por el Ferrocarril de Berks y Hants.
La segunda línea iba desde Reading hasta Basingstoke y terminaba junto a la estación del LSWR en la localidad. Más adelante, la estación del GWR se cerró y los trenes de la Línea de Reading a Basingstoke pasaron a utilizar un andén de la estación del LSWR reconstruida.

## Historia
En 1844, el GWR propuso la construcción de un ramal con vía de gran ancho (7 pies 1/4 plg (2140 mm)) desde Pangbourne hasta Newbury, mientras que el LSWR promovía un ramal alternativo de ancho estándar (4 pies 8,5 plg (1435 mm)) desde Basingstoke hasta Newbury y Swindon, el corazón del territorio del GWR. Sin embargo, al año siguiente se aprobó una Ley del Parlamento para permitir la construcción del Ferrocarril de Berks y Hants (respaldado por el GWR), desde Reading hasta Basingstoke y Hungerford. El capital de esta empresa se presentó a nombre de los directores del GWR y, al año siguiente, una nueva ley del Parlamento autorizó formalmente que el Ferrocarril de Berks y Hants fuera absorbido por la empresa más grande.
La primera sección que se abrió fue la de Hungerford el 21 de diciembre de 1847. La línea a Basingstoke salía de la ruta hacia Hungerford en la Conexión de Southcote (en las afueras de Reading) y se abrió casi un año después, el 1 de noviembre de 1848.
El ferrocarril de extensión del Berks y Hants se inauguró de Hungerford a Devizes el 11 de noviembre de 1862. Era parte de un plan del GWR para disponer de una línea más directa desde Londres a Exeter en Devon. Sin embargo, otros elementos de la ruta no se materializaron, mientras que el LSWR construyó una ruta directa a Exeter desde Basingstoke hasta Salisbury.
Se colocó un tercer riel en el ramal de Basingstoke el 22 de diciembre de 1856, de forma que la vía de ancho mixto debía permitir que los trenes de mercancías de ancho estándar pasaran desde las Midlands hasta los puertos de la costa sur. Los trenes de gran ancho de vía dejaron de circular por esta ruta a partir del 1 de abril de 1869.
El 27 de junio de 1874, se instigó un servicio especial de viajeros entre Hungerford y Devizes, mientras que los ingenieros convirtieron esta sección a vía única con ancho estándar. El resto de la línea de Hungerford a Southcote Junction en Reading se explotó como vía única, con los trenes en ambos sentidos utilizando la línea normal en dirección este con una vía de apartado pasante en Newbury, mientras se convertía la línea en dirección oeste. El último tren de vía ancha funcionó el 30 de junio y al día siguiente los trenes comenzaron a utilizar la nueva línea de vía estándar en dirección oeste y volvieron a pasar por Devizes. Entonces podría tener lugar la conversión de la línea en dirección este, y finalmente se reanudó el servicio normal el 4 de julio.
En Devizes, el Ferrocarril de Extensión se conectaba con un ramal a Holt Junction en la línea de Wilts, Somerset y Weymouth, que permitía el paso de trenes sobre Berks y Hants hasta la Estación de Bristol Temple Meads. El Ferrocarril de Stert y Westbury se inauguró el 29 de julio de 1900 (el 1 de octubre de 1900 se inició el servicio de pasajeros) desde una nueva estación llamada Patney and Chirton a Westbury, que permitía realizar un viaje más corto a través de Hungerford a Weymouth desde donde los pasajeros podían navegar hasta las islas del Canal. A partir del 2 de julio de 1906, los trenes de pasajeros de la Línea de Reading a Taunton comenzaron a circular sobre la Línea de Berks y Hants tras la finalización de una nueva línea de conexión desde Castle Cary a la Conexión de Cogload cerca de Taunton.

## Edificios originales
La mayoría de las estaciones originales del Ferrocarril de Berks y Hants han sido reconstruidas, aunque dos de ellas se han conservado en su estado original:
- La Estación de Mortimer, en la Línea de Basingstoke, es un buen ejemplo del estilo "chalet" ideado por Isambard Kingdom Brunel. El edificio principal tiene aleros en todos los lados para dar cobijo a los pasajeros y hay un pequeño cobertizo de espera en el andén opuesto con un estilo similar.
- Estación de Pewsey, situada en la Extensión, tiene un edificio principal que muestra el ladrillo decorativo que era una característica de las estaciones de la línea. La sala de espera en el andén opuesto es una reproducción moderna. Los tableros originales con los nombres de las estaciones de Manningford Halt y Wootton Rivers Halt se encuentran en el Pewsey Heritage Center, donde se exhiben junto con otros elementos de origen ferroviario.